# Поум
Поум (мкд. Поум) је насеље у Северној Македонији, у западном делу државе. Поум припада општини Струга.

## Географија
Насеље Поум је смештено у југозападном делу Северне Македоније. Од најближег града, Струге, насеље је удаљено 15 km северно.
Поум се налази у историјској области Средњи Дримкол, која обухвата клисураст део Црног Дрима низводно од Струге. Насеље се образовало на западним падинама планине Караорман. Надморска висина насеља је приближно 1.070 метара.
Клима у насељу је планинска због знатне надморске висине. 

## Становништво
Поум је према последњем попису из 2002. године имао 168 становника. 
Већину становништва чине Албанци (97%).
Већинска вероисповест је ислам.